# Phaeophilacris martinii
Phaeophilacris martinii är en insektsart som beskrevs av Bormans 1880. Phaeophilacris martinii ingår i släktet Phaeophilacris och familjen syrsor. Inga underarter finns listade i Catalogue of Life.